# Bảo tàng Tổng giáo phận Częstochowa
Bảo tàng Tổng giáo phận Częstochowa Teodor Kubina ở Częstochowa (tiếng Ba Lan: Muzeum Archidiecezji Częstochowskiej im. bpa Teodora Kubiny w Częstochowie) là một bảo tàng tọa lạc tại số 21 phố Thánh Barbara, Częstochowa, Ba Lan. Bảo tàng bố trí triển lãm bên trong tòa nhà của Chủng viện Thần học Cao cấp của Tổng giáo phận Częstochowa.

## Lịch sử
Nhờ những nỗ lực của Giám mục Teodor Kubina và một số người khác, bảo tàng được thành lập vào năm 1997. Lễ thánh hiến bảo tàng được Đức Tổng Giám mục Stanisław Nowak cử hành.

## Triển lãm
Bộ sưu tập của bảo tàng bao gồm các hiện vật có xuất xứ từ Częstochowa và khu vực xung quanh, cụ thể là các tác phẩm điêu khắc (bao gồm Mẹ Thiên Chúa với Hài nhi có niên đại năm 1430, Thánh Martin làng Mstów có niên đại khoảng năm 1500, Thánh Joachim có niên đại giữa thế kỷ 18), các bức tranh về cuộc đời của Chúa Kitô, các hình ảnh Mẹ Thiên Chúa và các thánh, các bình phụng vụ và lễ phục. Ngoài ra, bảo tàng còn là nơi tổ chức các cuộc triển lãm tạm thời của các nghệ sĩ tôn giáo đương đại.

## Giờ mở cửa
Bảo tàng hoạt động quanh năm, mở cửa tất cả các ngày trong tuần trừ thứ Hai và Chủ nhật.